# Б-413
Б-413 — советская дизель-электрическая подводная лодка проекта 641. В 1969—1990 годах субмарина несла боевую службу в составе 96-й бригады подводных лодок 4-й эскадры подводных лодок Северного флота, с 1990 года переведена в состав Балтийского флота. В ходе военной службы подводная лодка неоднократно совершала дальние походы в Атлантический океан и Средиземное море. Участвовала в уникальном дальнем походе 96-й бригады подводных лодок, длившемся более года без замены экипажей. Б-413 неоднократно заходила в иностранные порты с официальными визитами.
С 2000 года экспонируется у причала Музея Мирового океана. Сайт TripAdvisor неоднократно включал музейное судно в десятку лучших музеев России. Объект культурного наследия России, корабль-музей, экспонат Музея Мирового океана (город Калининград).

## История
12 января 1967 года Б-413 зачислена в списки кораблей ВМФ СССР. Экипаж подводной лодки после формирования и подготовки был временно включён в 39-ю отдельную бригаду подводных лодок Ленинградской военно-морской базы
28 июня 1968 года заложена на эллинге Ново-Адмиралтейского судостроительного завода в городе Ленинграде как большая подводная лодка.

### В составе ВМФ СССР
7 октября 1968 года субмарина была спущена на воду, после чего переведена по внутренним водным системам в город Северодвинск для прохождения сдаточных испытаний. 24 ноября на Б-413 был поднят военно-морской флаг СССР, а на следующий день включена в число кораблей ВМФ. 8 января 1969 года вошла в состав Северного флота и зачислена в состав 96-й бригады подводных лодок 4-й эскадры подводных лодок Краснознамённого Северного флота с базированием в Полярный. До 1981 года подводная лодка имела бортовой номер «443», а после — «447».
С 14 июня по 23 сентября 1969 года лодка совершила первый дальний поход, который длился 102 дня. Подлодка несла боевую службу в северо-восточной Атлантике. Одним из важных эпизодов этого похода было участие в группе кораблей, представлявших три военных флота — Черноморского, Балтийского и Северного, которая посетила с официальным визитом Кубу. Визит проходил с 20 по 27 июля. Б-413 посетила Гавану (Куба). Уникальной особенностью визита было скрытное проникновение в Мексиканский залив. Появление подводных лодок в зоне военного полигона ВМФ США вызвало бурную реакцию со стороны американской прессы. После посещения Кубы Б-413 нанесла деловой визит в порт Конакри (Гвинейская Республика).
С 8 апреля по 2 мая 1970 года подводная лодка Б-413 участвовала в манёврах ВМФ СССР «Океан». Участие в учениях проходило в составе 4-й эскадры Северного флота. Подлодкой командовал капитан 2-го ранга А. Н. Трусов. 10 апреля подводная лодка была привлечена к поисково-спасательной операции по спасению терпящей бедствие атомной подводной лодки К-8, но непосредственного участия в спасении гибнущего атомохода Б-413 не принимала. С 15 по 29 мая подводная лодка, составе отряда боевых кораблей Северного флота, нанесла визит в кубинский порт Сьенфуэгос. После этого поход продолжился и завершился 6 октября 1970 года. Общая длительность похода составила 181 день. После похода до середины 1971 года подлодка находилась в ремонте.
10 декабря 1971 года подводная лодка Б-413 снова вышла в дальний поход в Средиземное море из которого вернулась 24 июня 1972, проведя в походе 197 дней.
С 12 сентября 1973 года по 8 октября 1974 года подводная лодка Б-413 провела свой самый длительный поход: 392 дня в море без замены экипажа! Этот поход был совершён в составе 69-й бригады подводных лодок (плавбаза «Фёдор Видяев», подводные лодки Б-409, Б-440, Б-130, Б-31, Б-105, Б-116 и Б-413) в акватории Средиземного моря. Гибралтарский пролив был пройден 3 октября, а 6 октября началась Война Судного дня. В течение всей войны субмарина несла боевую службу в Средиземном море.
1975 по 1977 год подводная лодка Б-413 вела боевую подготовку и несла боевую службу в оперативной зоне Северного флота. По итогам 1976 года подводная лодка стала лучшим кораблем 4-й эскадры подводных лодок Северного флота.
С 1 марта по 4 мая 1977 года Б-413 совершила поход в Баренцевом и Норвежском морях. Длительность похода под командованием капитана 2 ранга Б. Н. Погорелова составила 66 дней. По окончании похода подлодка перешла в Кронштадт для ремонта. С 10 ноября 1977 года по 9 июня 1980 года проходила капитальный ремонт на Кронштадтском морском заводе (на время ремонта подлодка входила в состав 10-го ДнРПЛ Ленинградской ВМБ), по окончании которого в июне 1980 году включена в состав 161-й бригады подводных лодок 4-й эскадры подводных лодок Краснознамённого Северного флота с базированием в пункте базирования Полярный.
В августе 1980 года командир подводной лодки Б-413 капитан 3-го ранга М. И. Жаренов вывел лодку в море для подготовки к торпедным стрельбам на приз главкома ВМФ. С 8 по 11 сентября отрабатывались задачи по атаке отряда кораблей со стрельбами практическими торпедами. Результат превзошёл все ожидания: торпеда, выпущенная подводной лодкой, попала в винтовую группу флагмана 4-й эскадры подводных лодок Северного флота крейсера «Мурманск». В результате флагман пришлось ставить в док для замены винтов. В середине сентября подводная лодка повторно проводила стрельбы торпедами и снова на «отлично». Результатом обоих учений стало награждение подводной лодки призом главкома ВМФ. В октябре экипажу подводной лодки Б-413 была поставлена задача «провести прорыв сквозь поисковый отряд противолодочных кораблей с применением торпедного оружия в условиях, максимально приближенных к боевым». Подводная лодка успешно выполнила задачу, подтвердив высокие боевые возможности подводных лодок проекта 641. В декабре 1980 года подводная лодка Б-413 принимала участие в испытаниях винтов, которые проводились по претензии Ливии, которая обвинила СССР в поставке лодок проекта 641 с дефектными винтами. Специально созданная государственная комиссия сформулировала требования по различным режимам работы энергетической установки на различных глубинах и скоростях. Подводная лодка, вернувшаяся на базу, создавала дифферент на нос, а члены госкомиссии осматривали винты. Испытания продолжались несколько дней. В результате все претензии Ливии были отвергнуты.
В январе 1981 года лодка Б-413 участвовала в учениях по противодействию иностранным подводным лодкам в Баренцевом море. С мая по июнь подводная лодка проходила ремонт в доке поселка Росляково. С 6 по 13 июля лодка в составе бригады участвовала в командно-штабных учениях с задачей: «Завоевание господства в Баренцевом и Норвежском морях в интересах оперативного развертывания сил флота и обеспечения боевой устойчивости РПК СН». В рамках учений отрабатывалось боевое упражнение по атаке отряда боевых кораблей «противника». Благодаря полученной всеми лодками бригады оценке «отлично» 69-я бригада подводных лодок была награждена переходящим призом главкома ВМФ «За отличную торпедную стрельбу».

#### Происшествие с касанием затонувшего судна
5 сентября 1981 года подводная лодка Б-413 стояла на якорной стоянке в районе полуострова Рыбачий. Подводной лодке поставлена задача обеспечивать учения кораблей охраны водного района. На подготовку отводился один час, которого хватило на расчёт и нанесения пяти контрольных точек на карту. В 18:15 подводная лодка погрузилась на глубину 80 метров и далее маневрировала только по счислению. Во время маневрирования командир подводной лодки и штурман сомневались в точности местонахождения корабля, но мер для уточнения не предпринимали. В 23:38 уточнено место по измерению глубин (с помощью эхолота). Была выявлена ошибка местоположения, которую ошибочно объяснили местным течением, которого на самом деле в тот момент не было. В 4:00 подводная лодка, шедшая со скоростью 3,5 узла, легла на курс 350° для достижения контрольной точки № 5. Эхолот, работавший в режиме самописца, выдавал нечёткую запись, которая затем исчезла. В 4:59 произошёл резкий толчок, сопровождавшийся внезапным нарастанием дифферента на корму. Через три минуты, продув цистерны главного балласта, подлодке удалось всплыть. Уточнение места показало невязку в 1,1 мили, а район местонахождения совпал с местом затонувшего судна. В результате столкновения на субмарине легко повреждена обшивка в носовой части корпуса, также пострадала гидроакустическая станция «МГ-15».

#### Дальнейшая служба
1 июля 1982 года — 7 марта 1983 года, 5 июля — 30 октября 1984 года и 8 декабря 1985 года — 10 сентября 1986 года подводная лодка Б-413 несла службу в акватории Средиземного моря, находясь в оперативном подчинении командованию 5-й Средиземноморской эскадры. В это время она неоднократно заходила в порты Ливана, Туниса и Сирии для ремонта и кратковременного отдыха экипажа. Во время учений по торпедным стрельбам субмарина стреляла на «отлично» и подтвердила звание «Отличного корабля».
В 1987 году Б-413 заняла первое место на Северном флоте по минным постановкам и приказом командующего Северным флотом объявлена «Отличным кораблем».
В начале 1987 года субмарина после подготовки вышла в дальний поход в Средиземное море, после которого проходила ремонт в порту Тиват (Югославия). Из-за нескольких месяцев ремонта экипаж потерял боеготовность, поэтому для продолжения боевой службы в Средиземном море прислан резервный экипаж 161-й бригады подводных лодок. По окончании ремонта 15 июня — 13 декабря 1987 года несла боевую службу в Средиземном море со 132-м экипажем на борту.
В апреле 1988 года подводная лодка Б-413 пришла в порт Полярный, где с мая проходила ремонт в доке 35-го судоремонтного завода. В конце года капитан 3 ранга А. А. Фёдоров вывел субмарину в дальний поход в центральную Атлантику и в Средиземное море. Домой подводная лодка вернулась в начале апреля 1989 года после 181 дня плаванья.
В конце июня 1990 года капитан 3 ранга А. Ф. Сорокин по приказу Главного штаба ВМФ перевёл подводную лодку Б-413 по Беломоро-Балтийскому каналу из Белого в Балтийское море, и 19 июля того же года лодка переведена в состав Дважды Краснознамённого Балтийского флота (22-я бригада подводных лодок 14-й эскадры подводных лодок) с базированием в порту Лиепая.

### В составе ВМФ России
Несмотря на события 1990—1991 годов, судьба подводной лодки оказалась довольно успешной. В июне 1992 года Б-413 смогла встать на ремонт в 29-й судоремонтный завод в Лиепае. Работы проводились с большим трудом — денег на оплату ремонта у Российского флота было недостаточно. В это трудное для лодки время командиром субмарины стал капитан 3 ранга В. Т. Ушаков.
В 1994 году Российский флот покинул Лиепаю, оставив в Латвии 22 подводные лодки, плавучий док и другое имущество, но в конце 1993 года Б-413 под буксиром была переведена в Кронштадт для продолжения ремонта. 23 декабря 1993 года субмарина была зачислена в состав Ленинградской военно-морской базы (25-я бригада подводных лодок 4-й учебной дивизии кораблей) с базированием в городе Кронштадт.
В декабре 1997 года министр культуры Российской Федерации Н. Л. Дементьева обратилась к премьер-министру B. C. Черномырдину с предложением передать подводную лодку Б-413 в Музей Мирового океана с размещением в Калининграде.
В сентябре 1999 года подводную лодку перевели в Балтийск. Важную роль в передаче субмарины музею сыграли командующий Балтийским Флотом адмирал В. Г. Егоров и вице-адмирал В. А. Кравченко.

## Музейный экспонат
Приказом Главнокомандующего ВМФ от 3 сентября 1999 года подводная лодка Б-413 была выведена из боевого состава ВМФ. Согласно директиве Командующего Балтийским флотом адмирала В. Г. Егорова Б-413 передислоцирована из Кронштадта в Калининград, где в конце 1999 года поставлена в док на судоремонтном заводе «Янтарь» для переоборудования под музей. В процессе переоборудования было сохранено внутреннее оборудование и компоновка лодки. Из корабельных систем удалили остатки масла и топлива, все отверстия, выходившие за борт, были задраены и заглушены. Для входа посетителей в лодку был переоборудован люк для погрузки торпед, а на палубе и надстройке было сделано леерное ограждение. В I и VII отсеке были оборудовали музейные стенды.
14 июня 2000 года субмарина отшвартовалась у музейного причала в городе Калининград, а 1 июля состоялась торжественная передача подводной лодки Балтийским флотом Музею Мирового океана. 2 июля Б-413 открыта для посетителей как музейный экспонат. На подводной лодке открыта выставка «Из истории российского подводного флота».

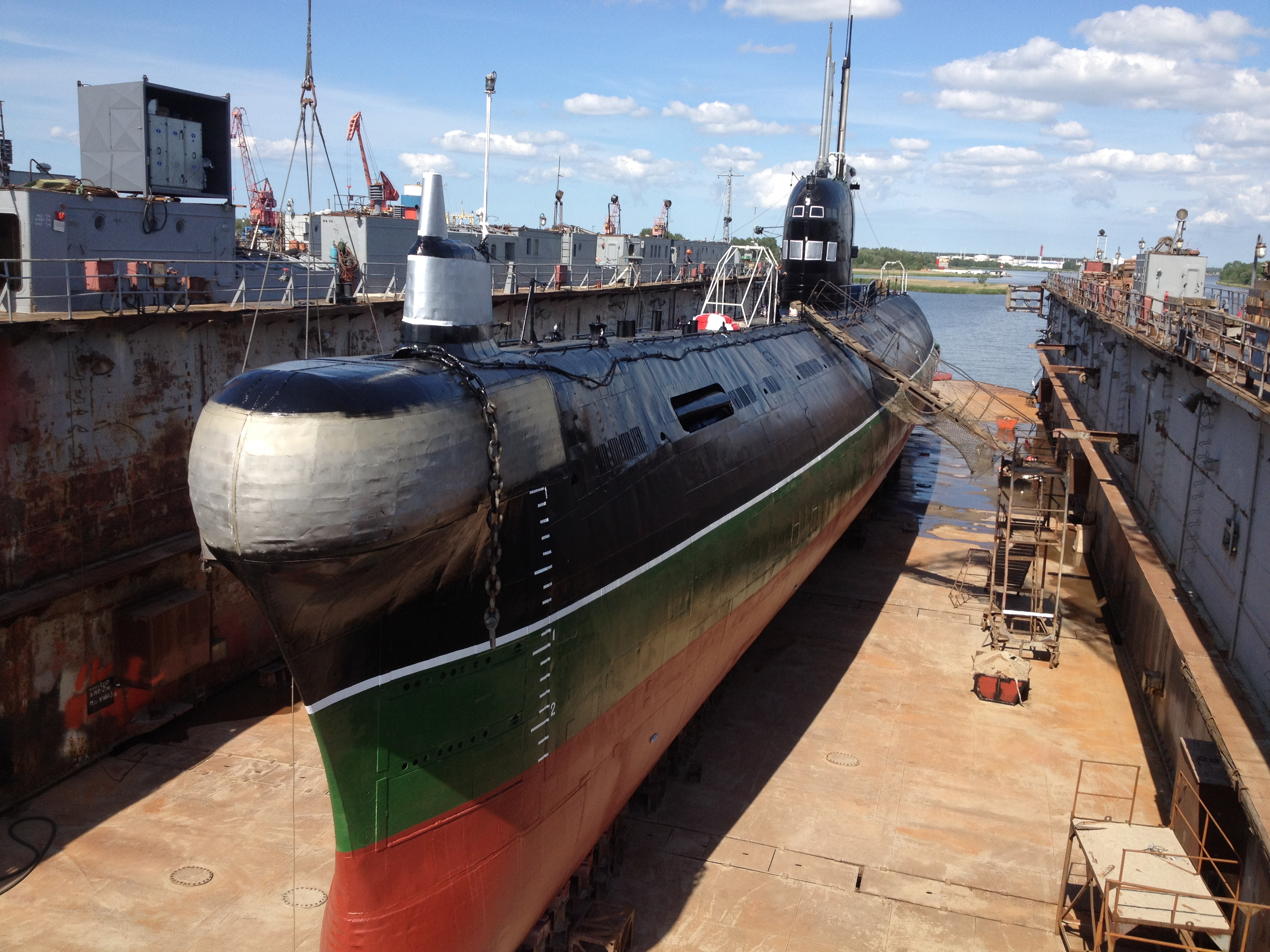
Корабль-музей в доке во время ремонта 2012 года

С 11 мая по 7 июня 2012 года подлодка проходила плановый ремонт на заводе города Светлого. Стоимость ремонта составила 12 миллионов рублей.
Б-413 является одним из самых популярных экспонатов Музея Мирового океана. На 24 декабря 2013 года подводную лодку-музей посетило около 2,5 миллионов человек. В 2014 году TripAdvisor включил субмарину в список десяти самых популярных музеев России. Подводная лодка заняла четвёртое место, уступив Эрмитажу, Третьяковской галерее и Оружейной палате. В 2015 году Б-413 заняла в этом рейтинге восьмое место. В 2016 году субмарина также вошла в десятку лучших музеев России.
В 2016 году подводная лодка Б-413, наряду с научно-исследовательским судном «Витязь» и средним рыболовным траулером 129, была включена в реестр объектов культурного наследия народов Российской федерации.
Появление подводной лодки Б-413 в музейной экспозиции оказало заметное влияние на отношение к подводным лодкам в составе Российских музеев и впоследствии подводные лодки появились в музеях Москвы (Б-396), Вытегры (Б-440), Тольятти (Б-307). Из них всех Калининградская субмарина отличается наибольшей сохранностью оборудования и интерьеров.

### Экспозиция музея
В экспозиции представлены следующие отсеки:
- I отсек: носовой торпедный. В нём на стеллажах боезапаса правого борта находится противокорабельная торпеда 53-65К и якорная реактивная всплывающая мина РМ-2 — подводная лодка могла использоваться в том числе и в роли подводного минного заградителя[17].
- II отсек: носовой аккумуляторный и жилой. В отсеке представлены каюты командира и офицеров, офицерская кают-компания, рубка гидроакустиков, аппаратные гидроакустических систем МГ-10 и «Арктика-М».
- III отсек: центральный пост, где имеется оборудование, необходимое для управления лодкой: индикаторы радиолокационных станций «Флаг» и «Накат», один из двух гирокомпасов «Курс-5», лаг «ЛР-2», эхолот НЭЛ-6, эхоледомер ЭЛ-1, радиопеленгатор АРП-53 и многое другое. Здесь же место боцмана, посты управления вертикальными и горизонтальными рулями.
- Боевая рубка: посты управления перископами, рулевого-вертикальщика и боевой пост управления торпедной стрельбой.

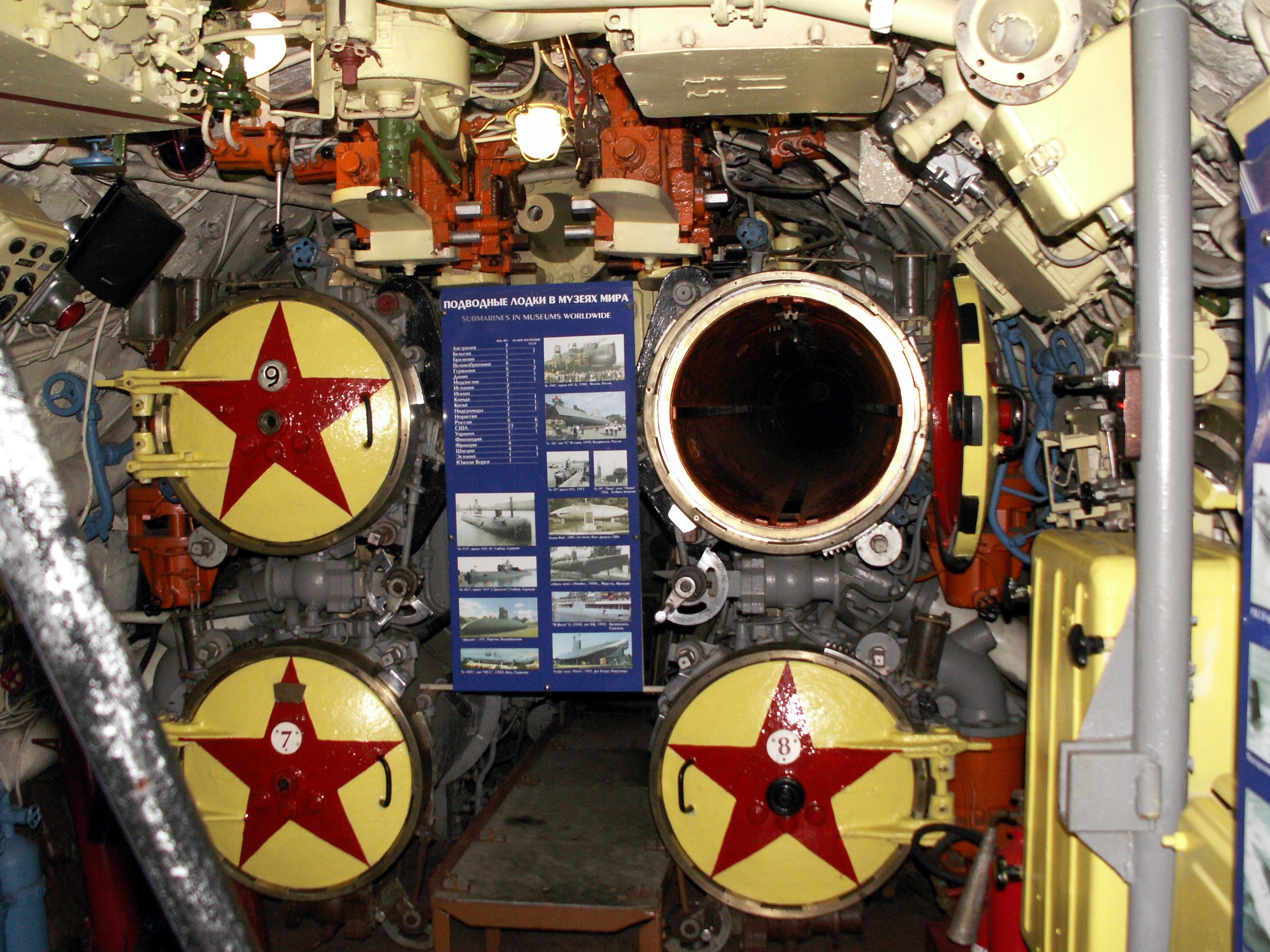
Кормовой торпедный отсек

- IV отсек: кормовой аккумуляторный и жилой, где расположены рубка ОСНАЗ (радиоразведки), секретная часть, рубка радиосвязи с установленными радиоприемниками и радиопередатчиками УКВ, КВ и ДВ диапазонов, аппаратура сверхбыстродействующей связи «Акула-2ДП». Также в отсеке расположены каюта старшего помощника командира, каюта командира БЧ-5, кают-компания старшин и камбуз.
- V отсек: дизельный.
- VI отсек: электромоторный. Здесь расположены два электродвигателя подводного хода ПГ101, электродвигатель подводного хода ПГ102, электродвигатель экономического подводного хода ПГ104, опреснительные установки ЭД-25-45, электрокомпрессор ЭК-10, а также душевая и гальюн, используемый в подводном положении.
- VII отсек: кормовой торпедный. Кроме оборудования лодки, здесь расположена экспозиция, посвященная гибели атомных подводных лодок «Комсомолец» и «Курск»[17].
- Ограждение рубки

Каждый год 24 декабря на подводной лодке отмечается корабельный праздник, сопровождающийся торжественным поднятием государственного флага Российской федерации. На церемонии, кроме экипажа, традиционно присутствуют ветераны подводной лодки, студенты и учащиеся калининградских учебных заведений.

## Командиры
Подводная лодка Б-413 одновременно являлась войсковой частью 63832 и командиры войсковой части являлись командирами подводной лодки:
1. Трусов А. Н. (1968—1973)
2. Погорелов Б. Н. (1973—1978)
3. Жаринов М. И. (1978—1984)
4. Сиротин В. П. (1984—1985)
5. Николаев В. А. (1985—1987)
6. Фёдоров А. А. (1987—1989),
7. Струговец Ф. Е. (1987—1988) командир 132-го экипажа
8. Сорокин А. Ф. (1989—1991)
9. Лапшин О. П. (1990—1992)
10. Ушаков В. Д. (1991-?)
11. Басаков С. В. (? — 1999)

- Начальники подводной лодки-музея:

1. Шалюгин В. И.
2. Горшков С. В.